# Teatro Colón

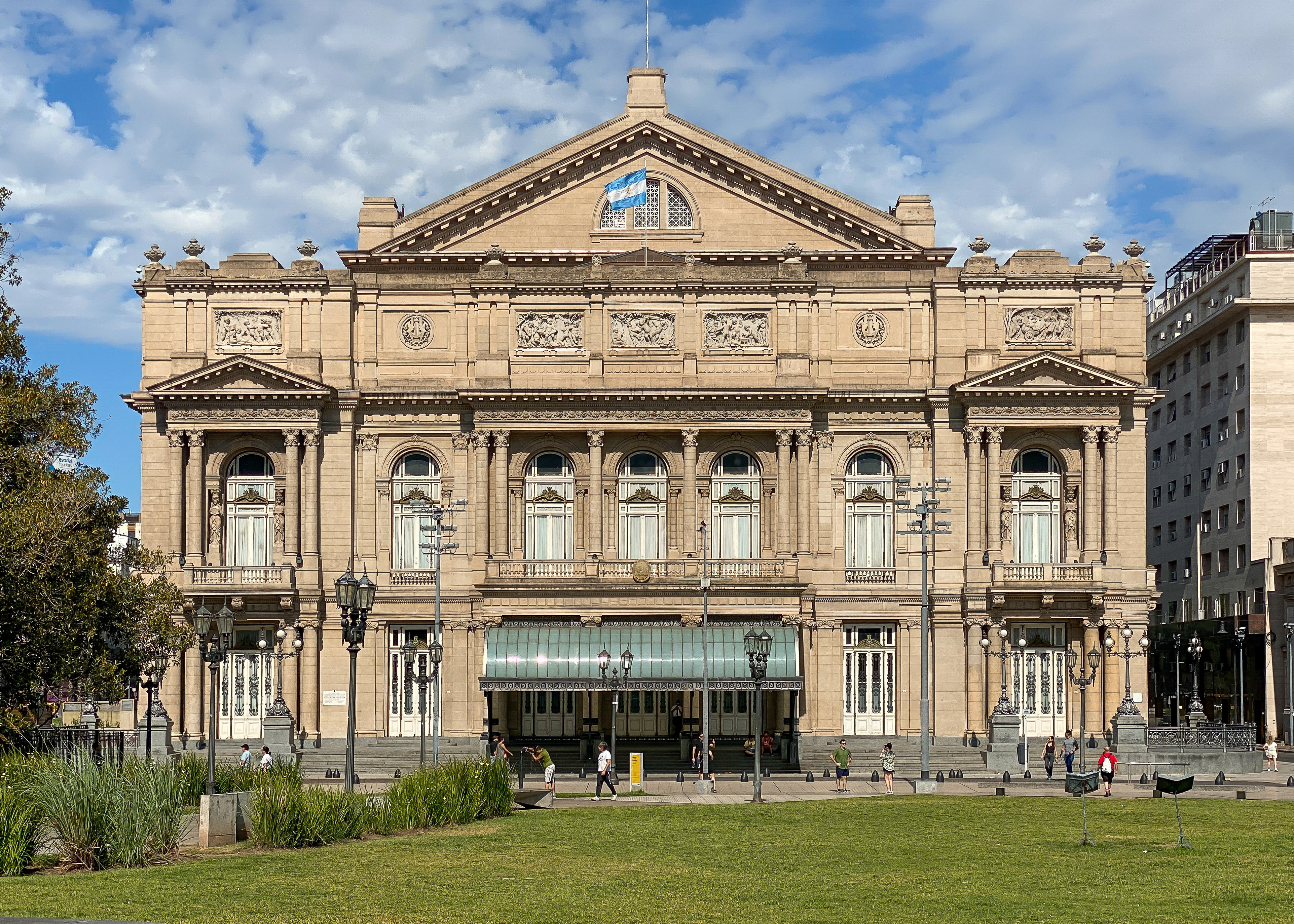
Teatro Colón.

Teatro Colón är ett operahus i Buenos Aires, Argentina.
Teatro Colón rankas som ett av världens främsta operahus och är känt för sin magnifika akustik. Den nuvarande byggnaden i fransk renässansstil invigdes 1908 med Giuseppe Verdis opera Aida. Teatern är en av världens största operor, den rymmer 3 542 sittande åskådare och 700 stående. Teatro Colón är intimt förknippat med operans stora namn, här har Arturo Toscanini, Birgit Nilsson, Maria Callas, Plácido Domingo och Luciano Pavarotti uppträtt och verkat. Augusti-september 1933 sjöng Kerstin Thorborg tre Wagnerroller och Octavian i Rosenkavaljeren vid sammanlagt 12 föreställningar under Städtische Opers gästspel här med Fritz Busch som dirigent.
Teatro Colón stängde för totalrenovering 2008 och återinvigdes den 25 maj 2010, 200-årsdagen för majrevolutionen (vilket blev startskottet för Argentinas självständighet).

## Bildgalleri

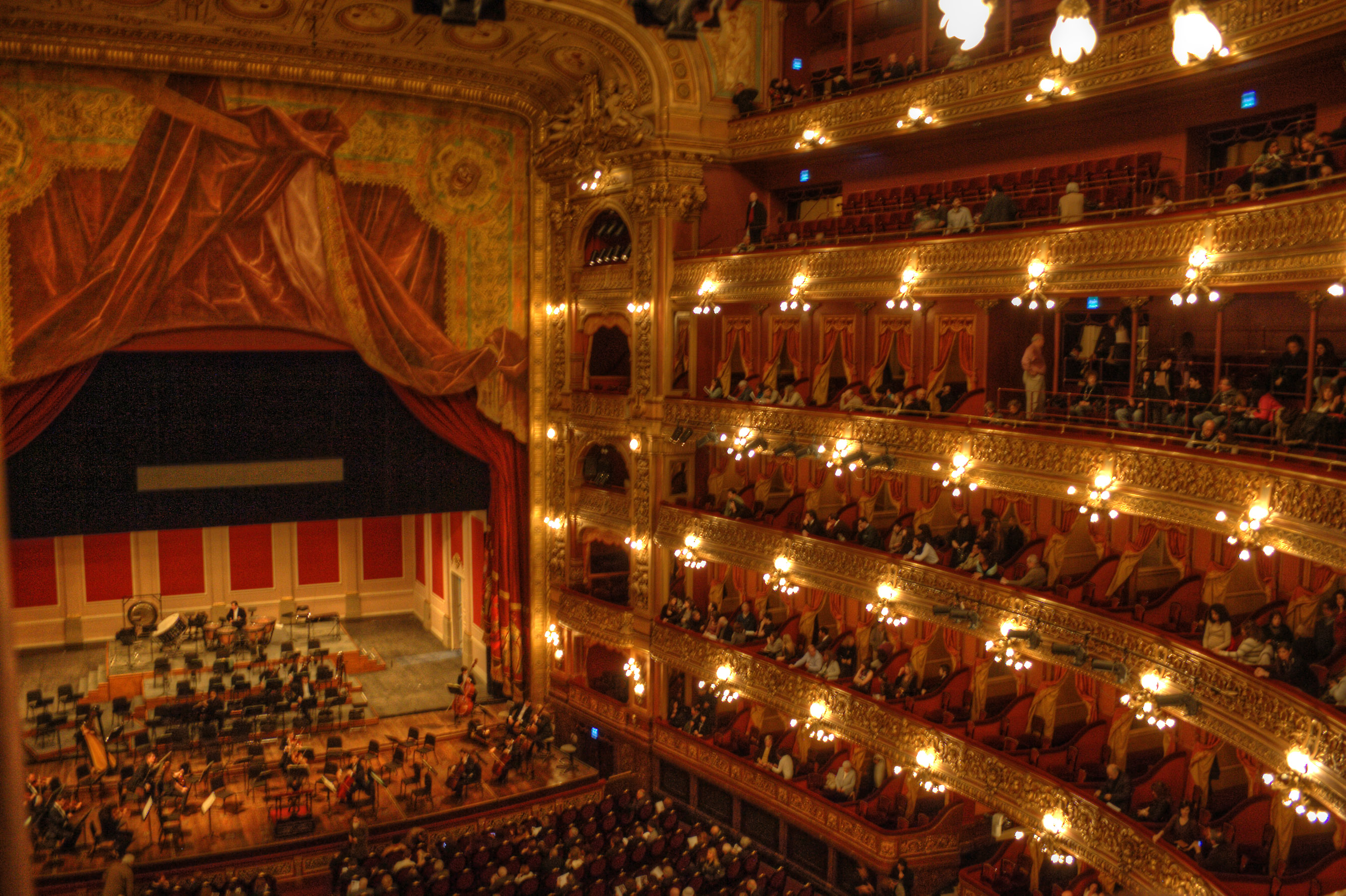
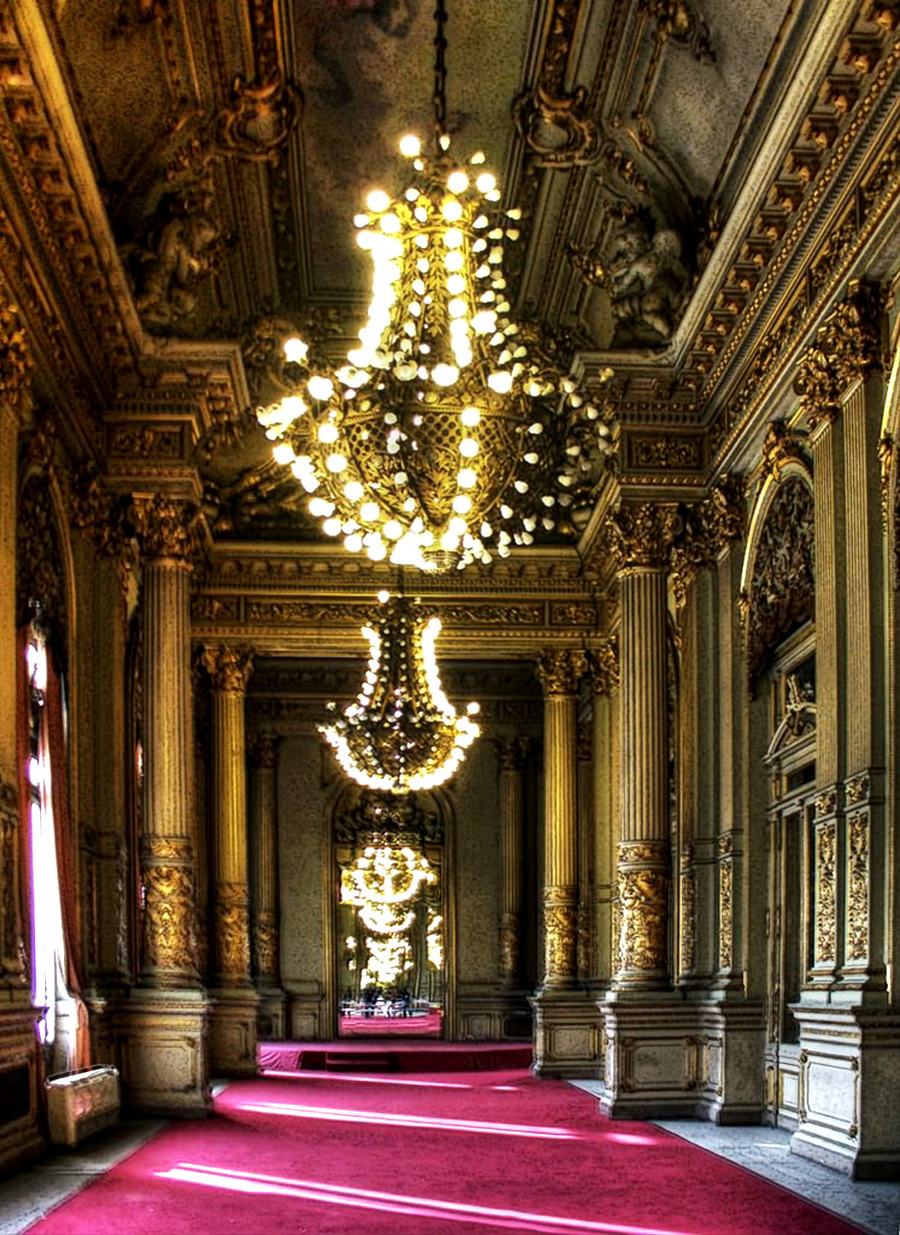
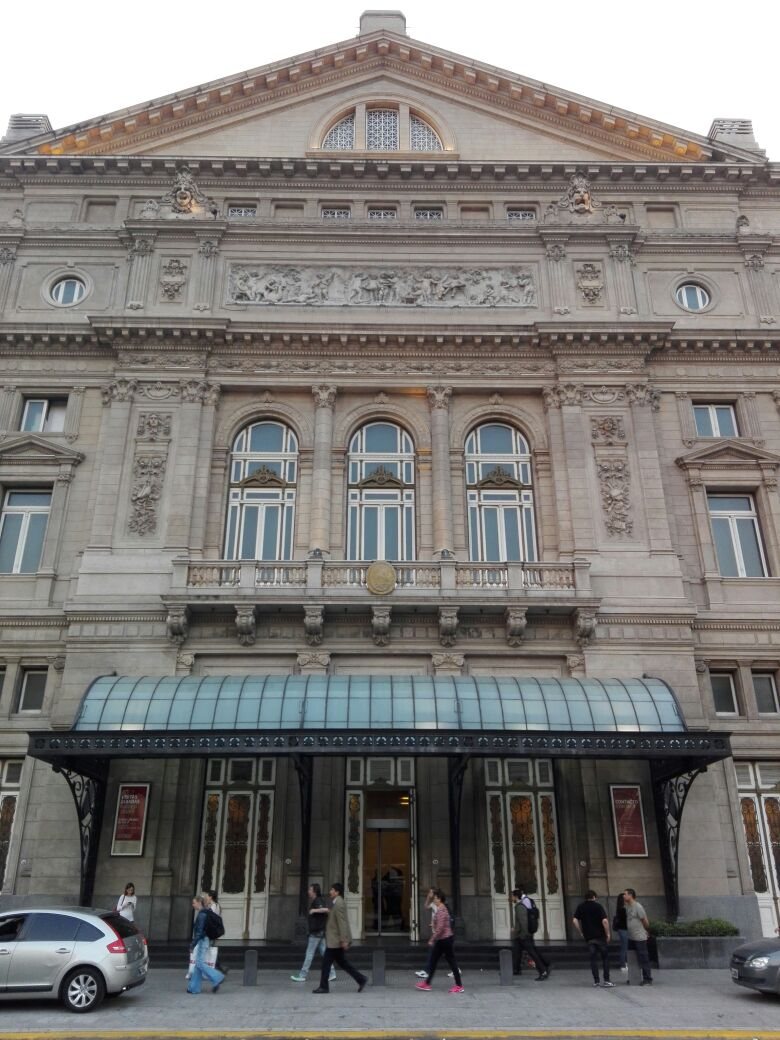
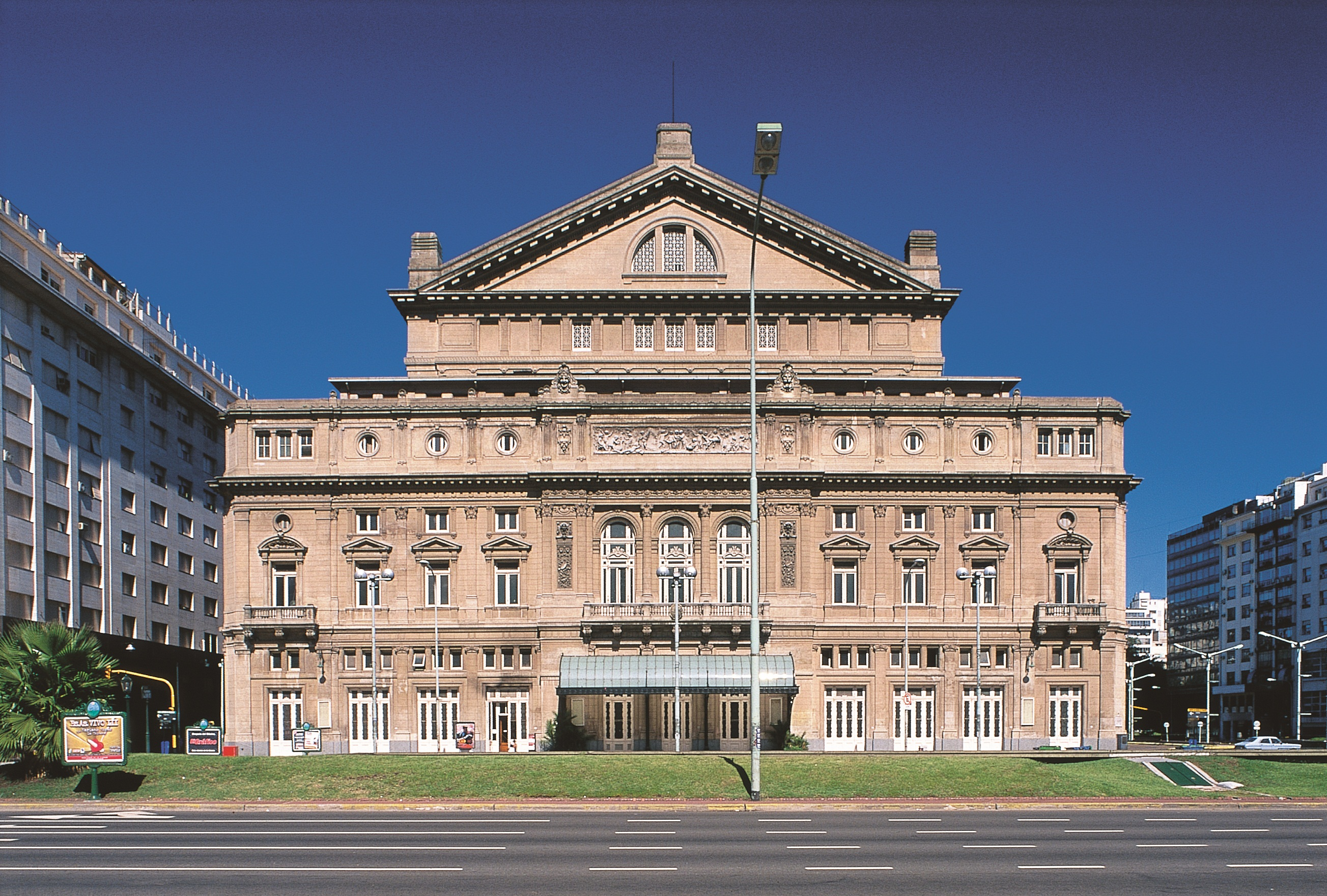
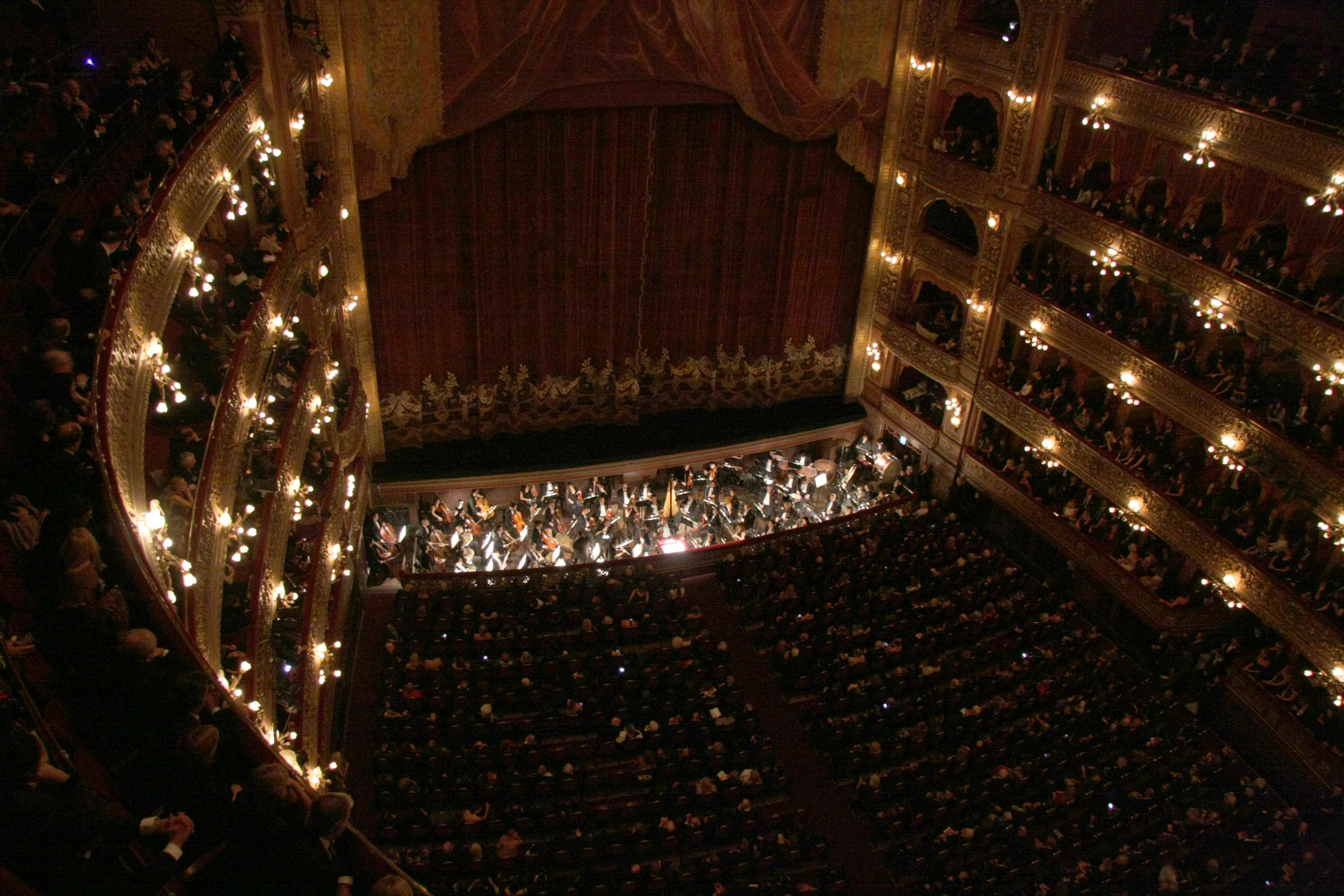